# 제6군단지휘부
육군 제6군단 지휘부(중국어 정체자: 陸軍第六軍團指揮部, 영어: The 6th Army Command, 약칭 "陸軍第六軍團, 육군 제6군단", "陸軍六軍團, 육군 6군단", "六軍團, 6군단")는 중화민국 육군에서 대만 북부의 방어 임무를 맡은 주요 전투편제이다. 부대명은 前鋒部隊, 전봉부대.

## 역사

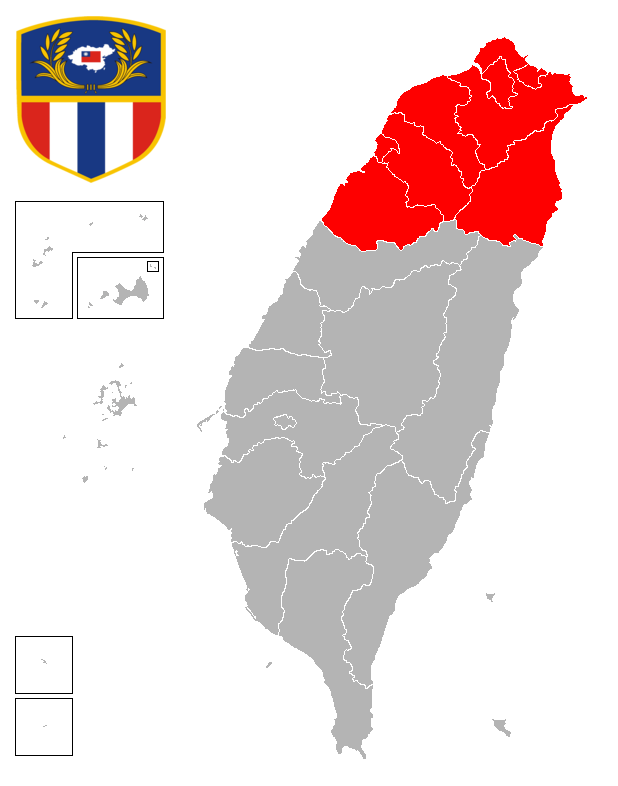
제6군단의 관할지역

1950년 6월 1일, 육군의 송후(淞滬) 방위사령부, 저우산(舟山) 방위사령부, 제13군 사령부, 제9병단 사령부의 간부들을 가려서 모아 臺灣北部防守區司令部를 편성하였다. 사령에 石覺, 석각 중장을 임명하고 사령부를 타이베이 궁관에 설치하였다.
1950년 6월 1일，육군의 제99군 및 제54군를 병합하여 臺灣東部防守區司令部, 타이완 동부방수사령부를 편성하고, 화련에 사령은 闕漢騫 중장 . 轄 제92사단, 제13사단으로 편성되었고 각각 1950년 5월과 10월에 마쭈로 옮겨갔다
1953년 8월 1일, 타이완 동부방수구사령부의 임무가 바뀌어，타이중 청궁링으로 옮겨가，陸軍預備兵團司令部, 육군 예비병단사령부으로 개편
1954년 5월 1일, 타이완 북부방수사령부 및 예비병단사령부를 병합하여 육군 제1군단사령부로 정편하였다. 胡璉 2급 상장을 사령으로 임명하였고, 육군총사령부 예하부대로서 초기에는 타이베이 청궁링에서 주둔하였다.
1954년 6월 주둔지를 타오위안 종리 롱강으로 옮겼다.
1954년 7월 1일, 육군 제1군단사령부를 군급으로 정식 개편하였다.
1976년 1월 1일, 육군 제3군단사령부로 서수를 바꾸었다.
1976년 8월 16일，육군 제66군단사령부로 서수를 바꾸었다. 사령은 李家馴 중장.
2006년 3월 1일, 국방부 조직법에 정진안을 적용하여 육군 제6군단 지휘부로 개명되었다.

## 부대

### 직할부대
- 본부중대
- 헌병중대
- 보병대대 - 타이완성 타오위안시 龍潭區
- 화학병 제33군 "龍騰部隊" - 타이완성 타오위안시 중리구
- 공병 제53군 "龍華部隊" - 타이완성 타오위안시 바더구
- 포병 제21지휘부 "金鷹部隊" - 타이완성 타오위안시 핑젠구

### 정규군
- 관두 지구지휘부 "虎嘯部隊" - 타이완성 신베이시 단수이구
- 란양 지구지휘부 "黃龍部隊" - 타이완성 이란현 싼싱향
- 보병 제109여단 "虎躍部隊" - 타이완성 타오위안시 양메이구
- 보병 제153여단 "翔龍部隊" - 타이완성 이란현 이란시
- 보병 제206여단 "威武部隊" - 타이완성 신주현 관시진
- 보병 제249여단 "龍虎部隊" - 타이완성 먀오리현 터우펀시
- 기계화보병 제269여단 "雄獅部隊" - 타이완성 타오위안시 양메이구
- 장갑 제542여단 "迅雷部隊" - 타이완성 신주현 후커우향
- 장갑 제584여단 "登步部隊" - 타이완성 신주현 후커우향

### 예비군
- 지룽시 후비여단 - 지룽시
- 타이베이시 후비여단 - 타이베이시
- 신베이시 후비여단 - 신베이시
- 이란현 후비여단 - 이란현 이란시
- 타오위안시 후비여단 - 타오위안시
- 신주시 후비여단 - 신주시
- 먀오리현 후비여단 - 먀오리현 먀오리시

### 배속
- 제3지구지원지휘부 "承勤部隊" - 대만 타오위안시 중리구
  - 운송병군

## 계보
- 1954년 5월 1일, 陸軍第一軍團司令部, 육군 제1군단사령부
- 1976년 1월 1일, 陸軍第三軍團司令部, 육군 제3군단사령부
- 1976년 8월 16일, 陸軍第六軍團司令部, 육군 제6군단사령부
- 2006년 3월 1일, 陸軍第六軍團指揮部, 육군 제6군단지휘부